# Deimantė Cornette
Deimantė Cornette (nascida Deimantė Daulytė; nascida em 22 de fevereiro de 1989, em Šiauliai ) é uma jogadora de xadrez lituana que detém os títulos FIDE de Mestre Internacional e Grande Mestre Feminina (WGM). Ela joga pela França desde 2021.

## Carreira
Ela venceu o Campeonato Lituano de Xadrez feminino em 2006, 2007, 2008, 2012 e 2013.
Em março de 2015, Deimantė venceu o torneio Mediterranean Flower em Rijeka. No mês seguinte, ela competiu no Campeonato Mundial Feminino de Xadrez de 2015, onde perdeu de forma dramática na 1ª rodada para a Grande Mestre Monika Soćko. 
Em 2018, jogou no Aberto de Reykjavik, onde terminou em 12° lugar entre 248 participantes, conquistando uma norma de Grande Mestre.
Com a seleção feminina da Lituânia, participou nas Olimpíadas de Xadrez de 2006,2008,2010,2012, 2014, 2016 e 2018. Alcançando o terceiro melhor resultado individual no segundo tabuleiro em 2016.
Em 2024, venceu o torneio feminino de Graz
Em agosto de 2024 venceu o Campeonato Frances Feminino após derrotar a MI Pauline Guichard na final.